# Sara Llana
Sara Llana García (León, 21 de agosto de 1997) es una gimnasta rítmica española que compitió en la selección nacional en modalidad individual. Ha participado en cuatro Mundiales (Esmirna 2014, Stuttgart 2015, Pésaro 2017 y Sofía 2018), y dos Europeos (Nizhni Nóvgorod 2012 como júnior y Budapest 2017 como sénior), siempre como individual del equipo español junto a gimnastas como Carolina Rodríguez, Natalia García, Polina Berezina, Andrea Pozo o Mónica Alonso.
Ha obtenido varias medallas internacionales y ha conseguido ser 4 veces campeona de España en individual y 5 veces en el conjunto del Club Ritmo.

## Biografía deportiva

### Inicios
Sara empezó a practicar este deporte con 6 años en el Club Sprint de León. A los 10 años entró en el Club Ritmo, en 2008 formando parte del conjunto y en 2009 como individual. Desde 2012 viaja alrededor del mundo bajo la tutela de su entrenadora Ruth Fernández y de su compañera la gimnasta olímpica Carolina Rodríguez. Aunque Llana comenzó entrenando pocas horas, actualmente le dedica cuatro horas y media los días que tiene colegio y los días que no acude a clase entrena siete u ocho horas.

### Etapa en la selección nacional

#### 2012

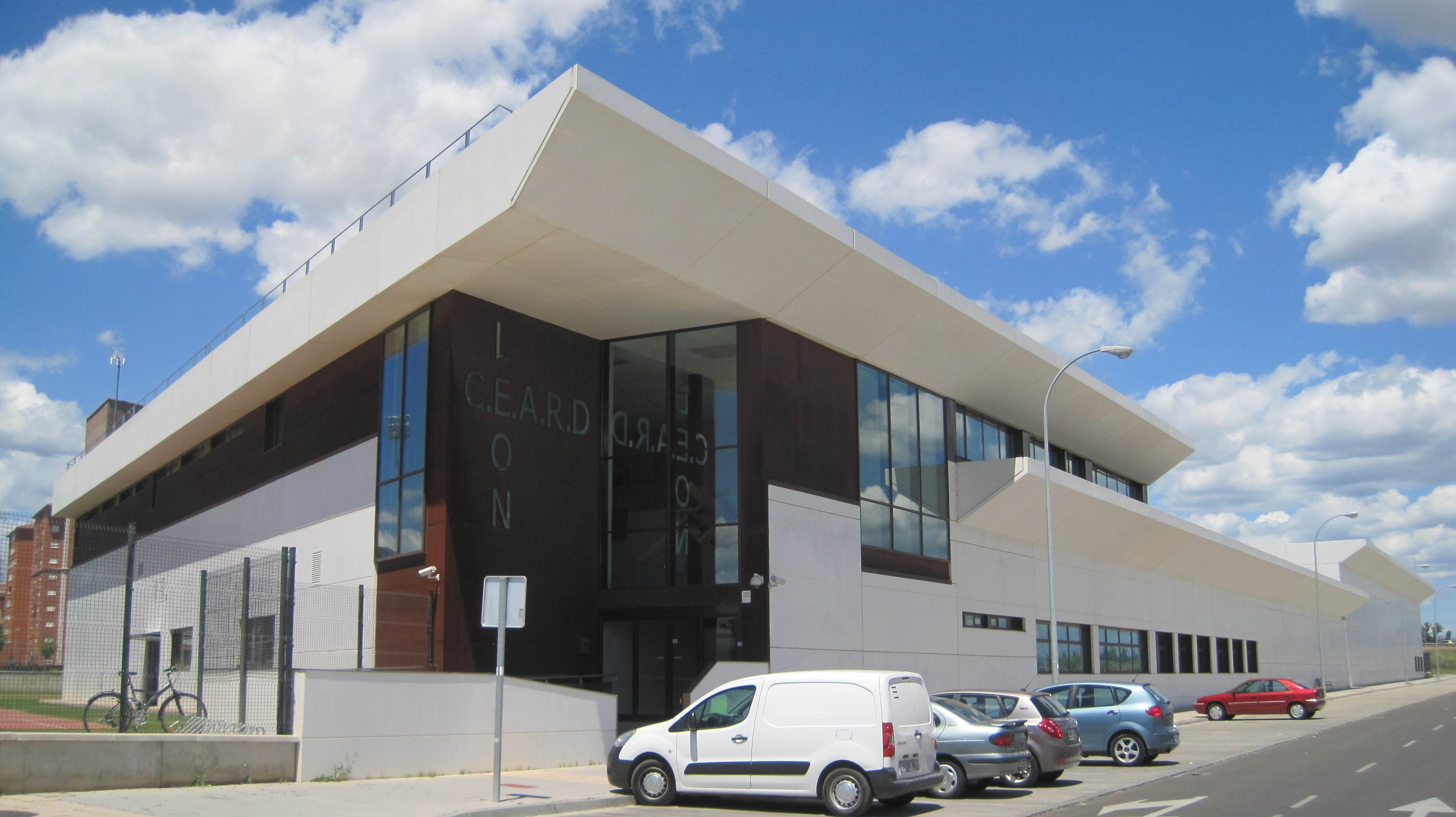
CAR de León, lugar donde entrena Sara con el Club Ritmo.

En junio de 2012, con 14 años, participó en el Europeo de Nizhni Nóvgorod como júnior, realizando el ejercicio de mazas. Además, previamente disputó el torneo internacional de Benidorm, donde fue subcampeona por equipos, además de medalla de plata en mazas y medalla de bronce en la categoría de pelota.

#### 2013
Para 2013 participó en el torneo internacional Memorial Ángel Córdoba, donde consiguió llevarse la medalla de plata en mazas y aro, y fue subcampeona en la categoría júnior. También logró llevarse colgada la medalla de bronce en pelota. Además, ese año compitió en el torneo internacional Gymnasiade de Brasilia, en el que quedó 4.ª clasificada en la categoría júnior, así como en los distintos aparatos: aro, pelota y cinta.

#### 2014
En 2014 disputó el Mundial de Esmirna junto a Carolina Rodríguez, participando en aro y pelota. Además, ese año disputó estos torneos:
- Grand Prix de Jolón: en este torneo, Llana solamente logró conseguir una 8.ª posición en la categoría júnior.
- Torneo internacional de Lisboa: Llana consiguió la 1.ª posición en aro, mazas y pelota y una 3.ª posición en cinta, lo que le llevó a obtener la 1.ª plaza en la clasificación general.
- Torneo internacional de Masters de Ámsterdam: Sara obtuvo la medalla de plata en maza, y la de bronce en cinta, siendo además 4.ª cuarta en aro, lo que le llevó a quedar 4.ª en la clasificación general.

En noviembre de 2014 participó en el Euskalgym de Vitoria.

#### 2015
En 2015, tras ser bronce en el Campeonato de España tras Natalia García y su compañera en el Club Ritmo, Carolina Rodríguez, participó junto a otras tres gimnastas españolas en su segundo Mundial, el de  Stuttgart. En este campeonato realizó únicamente el ejercicio de mazas. En ese momento estaba recuperándose de una lesión en la mano izquierda que condicionó parte de su preparación de la temporada. Participó además en la Copa del Mundo de Budapest (Hungría), donde fue 26ª. Además, disputó estos torneos:
- Grand Prix de Jolón: quedó 4.ª clasificada en pelota, cinta, aro y mazas, lo que le consiguió una 5.ª posición general.
- Torneo internacional Oliveira Do Bairro: Llana obtuvo la medalla de oro en cinta, pelota y mazas, y consiguió la 1.ª posición general.
- Torneo internacional de Esmirna: Sara, logró una única medalla en este torneo, la de plata en mazas. Fue 4.ª en aro, cinta, y en la clasificación general.
- Torneo internacional Lucky Ladies (Las Vegas): la leonesa obtuvo la 3.ª plaza con su ejercicio de cinta, así como el 4.º puesto en la general y el resto de aparatos: mazas, pelota y aro.
- Torneo internacional Asker (Noruega): logró las medallas de plata en la general y en los 4 aparatos: mazas, aro, cinta y pelota.

En noviembre de 2015 volvió a participar en el Euskalgym de Vitoria.

#### 2016
Para 2016 participó en el torneo internacional MTM Liubliana, donde consiguió la 7.ª posición en la final de aro, la 8.ª en pelota y la 6.ª en mazas, así como el 7.º puesto en la clasificación general. Igualmente en el Grand Prix de Moscú fue 22ª, mismo puesto que logró en la Copa del Mundo de Lisboa. En octubre de 2016 actuó en el Euskalgym de Vitoria.

#### 2017

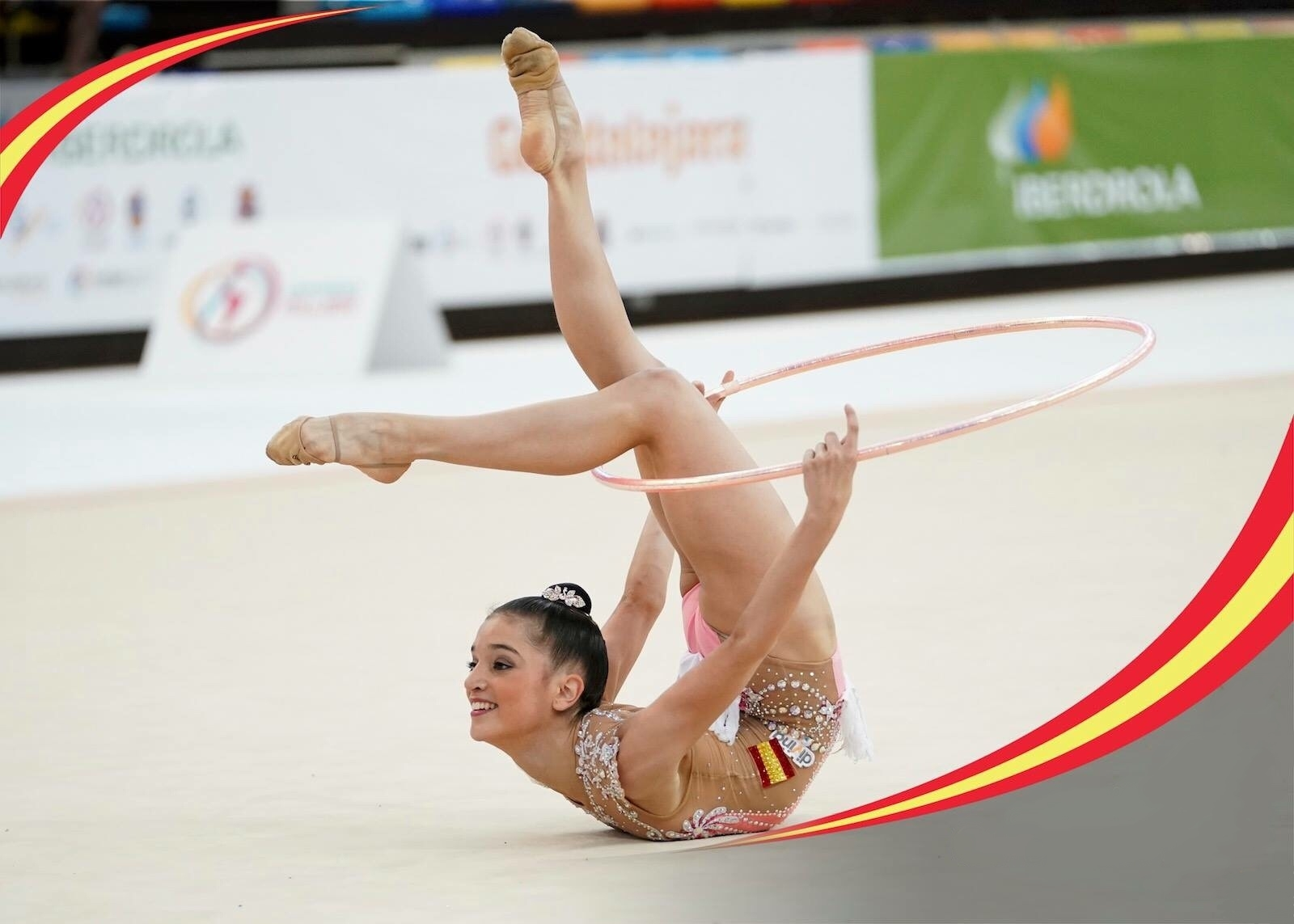
Sara en el Campeonato de España Individual en Guadalajara (2018).

En mayo de 2017 disputó su primer Europeo como sénior, el de Budapest, logrando la 12.ª plaza por equipos junto a Natalia García y Polina Berezina. Para junio fue subcampeona de España en categoría de honor en el Campeonato de España Individual celebrado en Valencia, siendo superada por Polina Berezina. En agosto disputó junto a su compañera de la selección Polina Berezina su tercer Mundial, el de Pésaro, donde fue 40.ª en la general tras acumular una nota de 53,650 entre los cuatro ejercicios. En esta competición compitió con una fractura en el pie izquierdo y una dermatitis. En noviembre de 2017 participó en el Euskalgym de Vitoria.

#### 2018
Para marzo de 2018 ocupó el 45.º puesto en la general de la Copa del Mundo de Sofía. En mayo participó en la Copa del Mundo de Guadalajara, siendo 22ª en la general individual. Para junio, en Guadalajara, fue subcampeona de España de categoría de honor en Guadalajara por segundo año consecutivo, siendo superada nuevamente por Polina Berezina, además de ser oro en mazas, aro y pelota, y plata en cinta. En los Juegos Mediterráneos de Tarragona logró el 7.º puesto. A mediados de septiembre disputó el Mundial de Sofía. En el mismo obtuvo la 17.ª posición por equipos junto a Polina Berezina, María Añó y Noa Ros, y la 62.ª en la general individual. El 1 de diciembre se proclamó, junto a sus compañeras del Club Ritmo, campeona en la Fase Final de la 1.ª División de la Liga de Clubes Iberdrola, que se celebró en Cartagena.

#### 2019
Durante los días 16 y 17 de marzo de 2019, se celebró en el Pabellón Siglo XXI de Zaragoza la 1.ª Fase de la Liga de Clubes Iberdrola de gimnasia rítmica. El equipo del Club Ritmo estuvo formado por Carla Vilasánchez (cuerda), Paula Serrano (manos libres y aro), Sol Andrea (cinta), y Sara Llana (pelota y mazas). Llana contribuyó a que el Ritmo finalizase la competición logrando el oro por equipos en 1.ª División.

### Salida de la selección y entrada como técnico
El 9 de enero de 2020 anunció a través de Instagram su retirada como gimnasta del equipo nacional por decisión propia, aunque manifestó su intención de seguir compitiendo a nivel de club con el Club Ritmo. Igualmente, informó que desde el 25 de noviembre de 2019 forma parte del cuerpo técnico del equipo nacional en el CAR de León.

## Música de los ejercicios
| Año                                        | Aparatos                        | Música |
| ------------------------------------------ | ------------------------------- | --- |
| 2010 - 2012 (Individual infantil y júnior) | Aro                             | «Fandango for Elise», una adaptación de Para Elisa de Ludwig van Beethoven por Gustavo Montesano y la Royal Philharmonic Orchestra.  |
| 2013 - 2014                                | Cinta                           | «Because You Loved Me» de Céline Dion.                                                                                               |
| 2013 - 2015                                | Aro                             | «1917» de Mecano. |
| 2013 - 2016                                | Pelota                          | «The Journey» de Greg Maroney. |
| 2014 - 2015                                | Mazas                           | Versión de «Gabriel's Oboe» por Yo-Yo Ma, tema original de la banda sonora de La misión, compuesta por Ennio Morricone.              |
| 2015                                       | Ejercicio de exhibición (Mazas) | «Chandelier» de Sia. |
| 2015 - 2017                                | Cinta                           | «Song for Sara» de Greg Baker. |
| 2015 - 2018                                | Aro                             | «La prima luce (In the Morning Light)» de Yanni.                                                                                     |
| 2016 - 2017                                | Mazas                           | «Brave Heart» de Jean-Philippe Rio-Py.                                                                                               |
| 2017 - 2018                                | Pelota                          | «Image Without Reflection» de The Funk on Me.                                                                                        |
| 2018                                       | Mazas                           | «Skeletons» de Drehz, y «Axios», «Warthog» y «K.I.A.», de la banda sonora de Halo 4: Forward Unto Dawn, compuesta por Nathan Lanier. |
| 2018                                       | Cinta                           | «The First Was a Death Woman» de Edo Notarloberti.                                                                                   |

## Premios, reconocimientos y distinciones
- Placa en la categoría de Gimnasia Rítmica en la VIII Gala de Gimnasia de Castilla y León (2015)[11]
- Mención Especial en la categoría de Gimnasia Rítmica en la IX Gala de Gimnasia de Castilla y León (2016)[12]
- Miss Expresión en el torneo internacional Summer Stars de Sangalhos (2016)[13]
- Premio en la categoría de Gimnasia Rítmica en la X Gala de Gimnasia de Castilla y León (2016)
- Premio en la categoría de Gimnasia Internacional en la X Gala de Gimnasia de Castilla y León (2016)[14]
- Mejor Gimnasta en la XI Gala de Gimnasia de Castilla y León (2017)
- Trofeo Iberdrola en el XLIV Campeonato de España Individual en Guadalajara (2018)

## Filmografía

### Programas de televisión
| Programas de televisión | Programas de televisión | Programas de televisión | Programas de televisión                   |
| Año                     | Título                  | Cadena                  | Notas                                     |
| ----------------------- | ----------------------- | ----------------------- | ----------------------------------------- |
| 2016                    | Reiniciando             | #0                      | Aparición en reportaje «Deporte de élite» |
| 2018                    | MasterChef Celebrity    | La 1 de TVE             | Comensal                                  |

### Publicidad
- Spot de la puntera «Sensación» de Dvillena, entonces patrocinador de la RFEG (2014).[17]
- Spot de Navidad para Dvillena, entonces patrocinador de la RFEG (2015).[18]